# Криминальная антропология
Криминальная (уголовная) антропология (от лат. crimen – преступление, греч. anthropos – человек и logos – слово, понятие, учение) — раздел антропологии, изучающий анатомические, физиологические и психологические особенности преступников склонных к рецидиву (homo delinquens). 
Криминальная антропология старается объяснить и установить связь между анатомическими и физиологическими особенностями человека и его нравственными качествами, его отношением к социальному порядку. Преступление изучается как естественное явление, почти не зависящее от человеческой воли и деятельности, аналогичное с рождением и смертью. Ещё в начале XX века некоторые учёные проповедующие данную теорию рассматривали преступника, как особую разновидность человеческого рода. Эта точка зрения противоречит несомненному факту социального происхождения преступления и зависимости его от условий места и времени (см. Антропология права). 

Первые основы криминальной антропологии были положены в XVIII веке Иоганном Каспаром Лафатером и Францем Йозефом Галлем (френология). В XIX веке наиболее выдающимся представителем уголовной антропологии являлся итальянский врач-психиатр Чезаре Ломброзо. Ломброзо писал: 

«Внезапно, однажды утром мрачного декабрьского дня, я обнаружил на черепе каторжника целую серию ненормальностей... аналогичную тем, которые имеются у низших позвоночных. При виде этих странных ненормальностей — как будто бы ясный свет озарил тёмную равнину до самого горизонта — я осознал, что проблема сущности и происхождения преступников была разрешена для меня».

Вскоре к нему примкнули многочисленные последователи, с более или менее самостоятельным научным направлением. 
Среди российских ученых работавших в этой области наиболее заметны П. Н. Тарновская (супруга В. М. Тарновского, девичья фамилия Козлова; автор монографии: «Женщины-убийцы», СПб., 1902 год; антропологическое исследование, с 163 рисунками и 8 антропометрическими таблицами) и Д. А. Дриль — общепризнанный глава русской ветви уголовно-антропологической школы. 
Результатом трудов Чезаре Ломброзо, Энрико Ферри, Рафаэле Гарофало и других были существенные перемены в различных учениях уголовного права — перемены, к которым смелая и резкая критика итальянской школы дала первый толчок; но собственно укрепления криминальной антропологии, как особой науки, не удалось достигнуть. Тем не менее работы криминальных антропологов дали много ценных указаний в области изучения особенностей преступного мира и выдвинули попутно социальные стороны преступления.